# Graben (Landkreis Augsburg)
Graben település Németországban, azon belül Bajorországban. Lakosainak száma 4038 fő (2023. december 31.).

## Népesség
A település népessége az elmúlt években az alábbi módon változott:
| Lakosok száma | 515  | 1056 | 1370 | 1742 | 3658 | 3767 | 3878 | 3963 | 3993 | 4038 |
|               | 1875 | 1950 | 1975 | 1987 | 2012 | 2014 | 2016 | 2017 | 2021 | 2023 |